# Carlos de Lossada y Canterac
Carlos de Lossada y Canterac (Toledo, 1862 - Montcada i Reixac, 19 d'octubre de 1936) fou un militar català, nomenat governador civil de Barcelona en el moment del cop d'estat de Primo de Rivera, que va ostentar el càrrec de president de la Mancomunitat de Catalunya durant uns dies el mes de gener de 1924.

## Carrera militar
De família de tradició militar, era descendent del general José de Canterac, cap de les tropes espanyoles a les guerres d'emancipació de l'Amèrica del Sud. El seu germà, també general, José de Lossada y Canterac, heretà el títol de comte de Casa Canterac i fou professor rellevant de l'acadèmia d'artilleria.
Va tenir actuacions destacades a les guerres de Cuba i de l'Àfrica. El 1892 era capità a l'Havana. El 1894 va protagonitzar un curiós cas, molt comentat en els àmbits acadèmics de l'època, en sol·licitar l'homologació del seu títol de capità d'artilleria amb el d'enginyer industrial, petició que va ésser rebutjada. El 1916 ascendí de coronel a general de brigada. El 1918 fou nomenat comandant general d'artilleria de la IV Regió Militar que comprenia Catalunya. Més tard ocupà simultàniament el càrrec de governador militar de Girona. El 1921 rebé l'ascens a general de divisió i el 1922 fou nomenat comandant general de Melilla i participà activament a les campanyes de la guerra del Marroc.

## El cop d'estat de Primo de Rivera i la presidència de la Mancomunitat
El març de 1923 tornà a Barcelona com a governador militar.
Quan, des de la mateixa Barcelona, el capità general de la IV Regió Militar, Miguel Primo de Rivera va posar en marxa el cop d'estat, el 14 de setembre de 1923, els governadors militars de cada província van fer-se càrrec del respectiu govern civil. Així, Lossada va prendre possessió del govern civil i es convertí en braç executor de les primeres decisions de la Dictadura en relació amb la reforma de les institucions i la uniformització cultural. Diverses entitats catalanistes foren prohibides així com l'ensenyament en català.
Seguint el pla establert de depuració d'institucions, el 17 de gener de 1924 prengué possessió del càrrec de president de la Mancomunitat de Catalunya, així destituïa Josep Puig i Cadafalch, que se n'havia anat cap a França el Nadal anterior. El mateix dia va convocar reunió de l'assemblea de la Mancomunitat per al dia 30 de gener. En aquesta assemblea, que presidí, va proposar com a nou president Alfons Sala i Argemí, home de confiança del nou règim, que fou proclamat el mateix dia.
A partir d'aquests moments, la Mancomunitat s'anà desmantellant fins que, el març del 1925, va desaparèixer per efecte de l'Estatuto Provincial promulgat per Primo de Rivera.

## Víctima de la Guerra Civil
El setembre de 1924 Lossada fou nomenat governador militar del Camp de Gibraltar fins al febrer de 1925, quan passà a la reserva, retirant-se a Barcelona.
El juliol de 1936 es va produir l'aixecament militar que degeneraria en la Guerra Civil Espanyola. A Barcelona, la rebel·lió fou sufocada, però es desencadenà un període de confusió i violència en el qual les anomenades patrulles de control es van dedicar a eliminar possibles afectes a la insurrecció.
El 19 d'octubre el general Lossada, amb 74 anys, va ésser detingut i conduït al cementiri de Montcada i Reixac on fou assassinat. La família no va tenir cap notícia de la seva fi fins que, en acabada la guerra, el 9 d'agost de 1940 les seves restes foren identificades i va poder ser enterrat a Barcelona.